# バグバリ人
- バグヴァラル人

バグバリ人（バグバリじん、バグバリ語: багвалалы ;  アヴァル語: багулал;  ロシア語: гаитляло;  英語: Bagvalal people）とは、ロシア連邦のダゲスタン共和国に居住する少数民族である。
カフカースのアヴァール人の一派とされる。

## 概要
ダゲスタンのチュマジンスキー地区にある6つのバグバリ山村集落に10,000人程が居住する。北東コーカサス語族のダゲスタン語派、アヴァル・アンディ諸語に属す無文字言語であるバグバリ語を話す。
イスラム教スンニ派を信仰している。ロシアの人口統計ではアヴァール人に含まれる。